# 皆伐

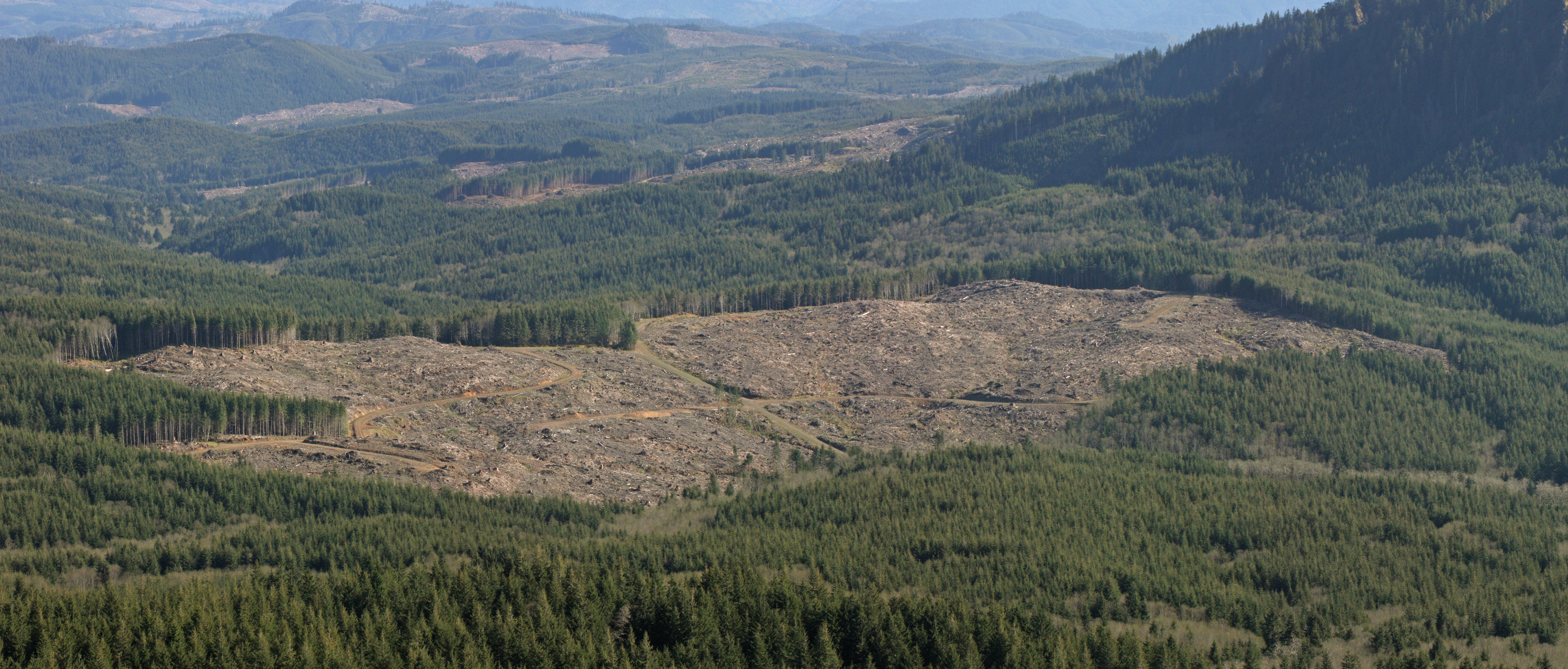
於美國俄勒岡州克拉特索普縣路易斯與克拉克河源頭附近的森林，經過一個世紀的皆伐之後，現由一塊又一塊同齡的林分組成。

皆伐（英語：clearcutting，也可寫為clearfelling，或是clearcut logging）是一種林業/伐木方式，把一地區中的大部分或所有樹木都砍伐掉，林務人員除保留給遮蔭木法以及母樹用地之外，會將開闢出來的土地創建某些類型的森林生態系統，並促進需要充足陽光或在大型同齡林分中生長的特定物種。一些國家的伐木公司和森林工人工會由於科學、安全和經濟的原因，會支持這種做法，而批評者則認為這是森林砍伐，一種破壞自然棲息地行為，且會加劇氣候變化。環保主義者、傳統業主、當地居民和其他人經常展開反對這類砍伐的運動，包括使用封鎖和非暴力的行動。
皆伐是最常見且具有經濟利益的伐木法。然而它也會產生有害的副作用，例如表土流失。這類副作用受到經濟、環境和其他利益方之間的激烈爭論。皆伐除為伐木的目的外，還用於開發農用土地。這種做法對土地的影響最終將取決於森林管理的優劣，以及是否將土地轉變為非林地用途。
近年來對於溫帶和熱帶森林的砍伐行動引起媒體廣泛關注，但世界上其他大型森林，例如北方針葉林（稱為taiga或是boreal forest）也同樣面臨這種快速發展的威脅。在俄羅斯、北美洲和斯堪的納維亞半島創建自然保護區，並提供長期租賃權，讓承租者照顧與再生樹木，在最大限度提高未來的收成，是把皆伐有害影響予以控制的手段之一。對遭到皆伐的森林做長期研究（例如位於馬來西亞吉隆坡西南方的巴索森林保護區），在全球森林資源保護方面也可提供重要的見解。

## 類型
皆伐有多個變體，最常見的專業做法有：
- 標準（統一）清除 - 去除所有樹木（無論是否具有商業價值），因此當地將不會有任何林冠留下。
- 塊狀清除 - 將事先預定區域（塊）內的所有樹木去除。
- 帶狀清除 - 去除一排（帶狀）劃定區域內的的所有樹木，通常是順著盛行風方向運作，以盡量減少所餘的樹遭受遭風連根拔起（英语：windthrow）的影響。[12]
- 保留部分樹木的皆伐 - 大部分樹木遭到去除，但會保留一些用於其他目的（例如枯立木，以用作野生動物棲息地，此做法經常與母樹法混淆）。
- 刀耕火種 - 將熱帶和亞熱帶森林轉變為輪耕農地用途。由於熱帶和亞熱帶人口增長迅速，導致開發中國家和最低度開發國家的小農有農地需求，透過砍伐森林以開闢。刀耕火種會將特定區域的所有樹木清除，這是森林砍伐形式中的一種。然而有些森林居民，例如19世紀由芬蘭移入瑞典森林的移民，會開闢土地做輪耕用，之後再將森林恢復，這是種永續性的做法（參見刀耕火種#Svedjebruk及#Description of process）。熱帶和亞熱帶原住民通常使用刀耕火種技術來開闢農地以謀生。森林遭到砍伐背後的驅動力之一即為人口過剩。這種做法也和商業化農業有關聯，砍伐而得的木材被出售以獲取利潤，而清除出來並適合農業發展的土地則出售給農民。[6]

皆伐與選擇性伐木不同，後者如選級砍伐 - 只砍伐具有商業價值的樹木，其他樹木予以保留。但選擇性伐木的做法會降低森林的遺傳活力，導致林分中的後代品質較差或活力減弱。皆伐也與萌生的做法不同，後者會從殘餘的樹樁長出嫩枝，重新建立植被。通常具有破壞性的森林管理方式就被稱為“皆伐”。

## 皆伐與再生、收穫及系統
皆伐一詞又可分為下列不同的含義：

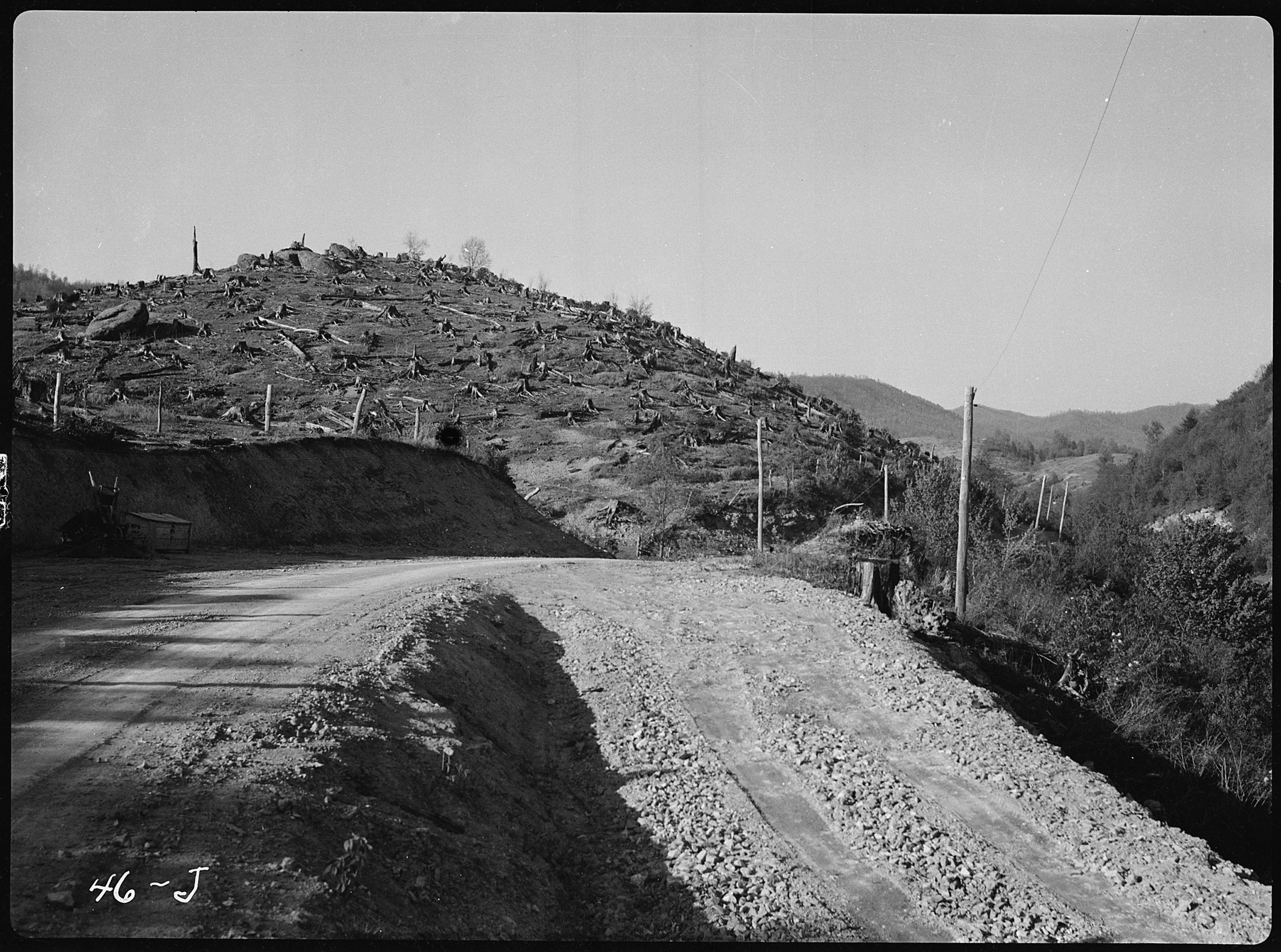
一處在美國田納西州境內的藍嶺山脈山頭，經皆伐式開採後的景象（1936年）。

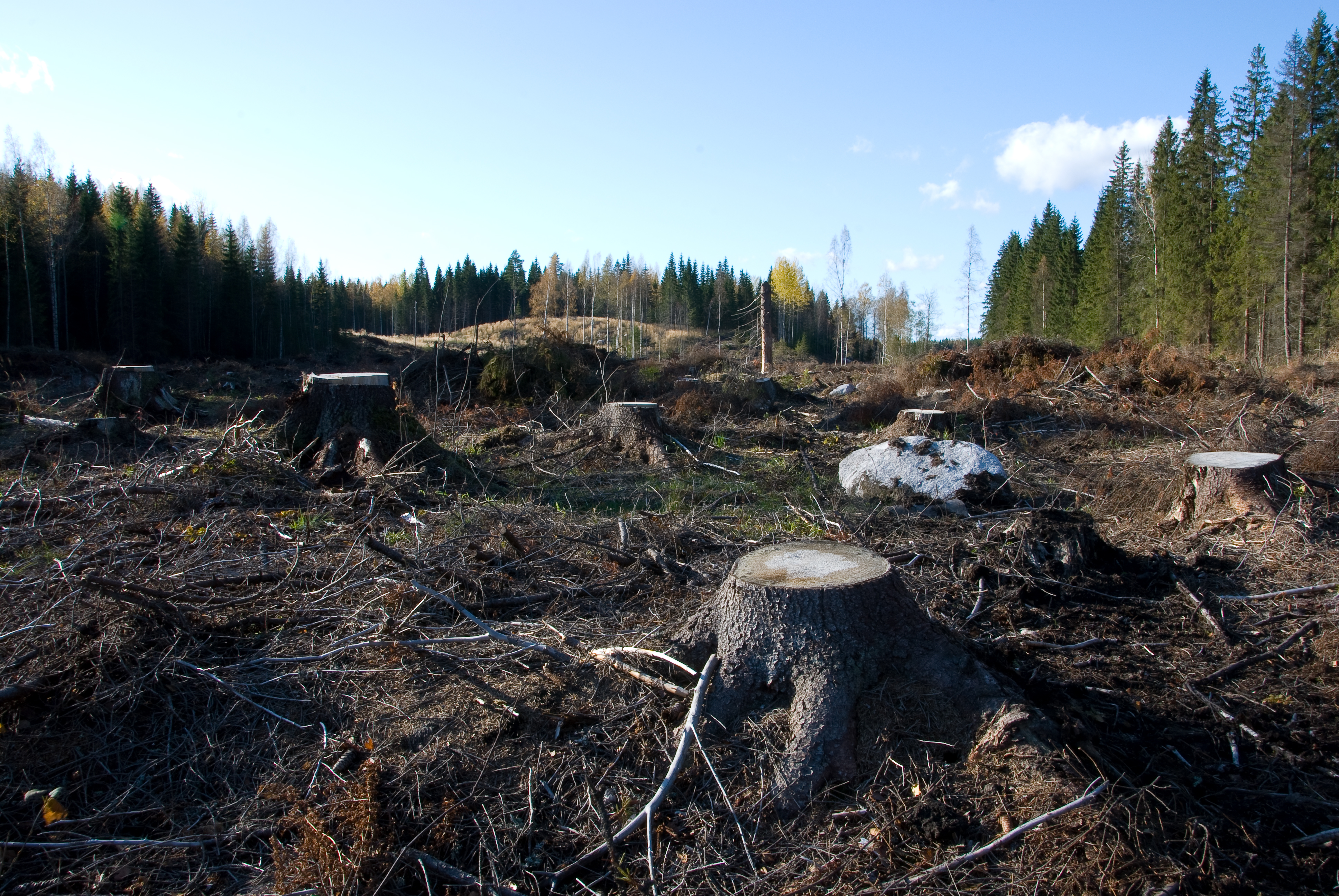
一處在芬蘭南部受到皆伐的森林。

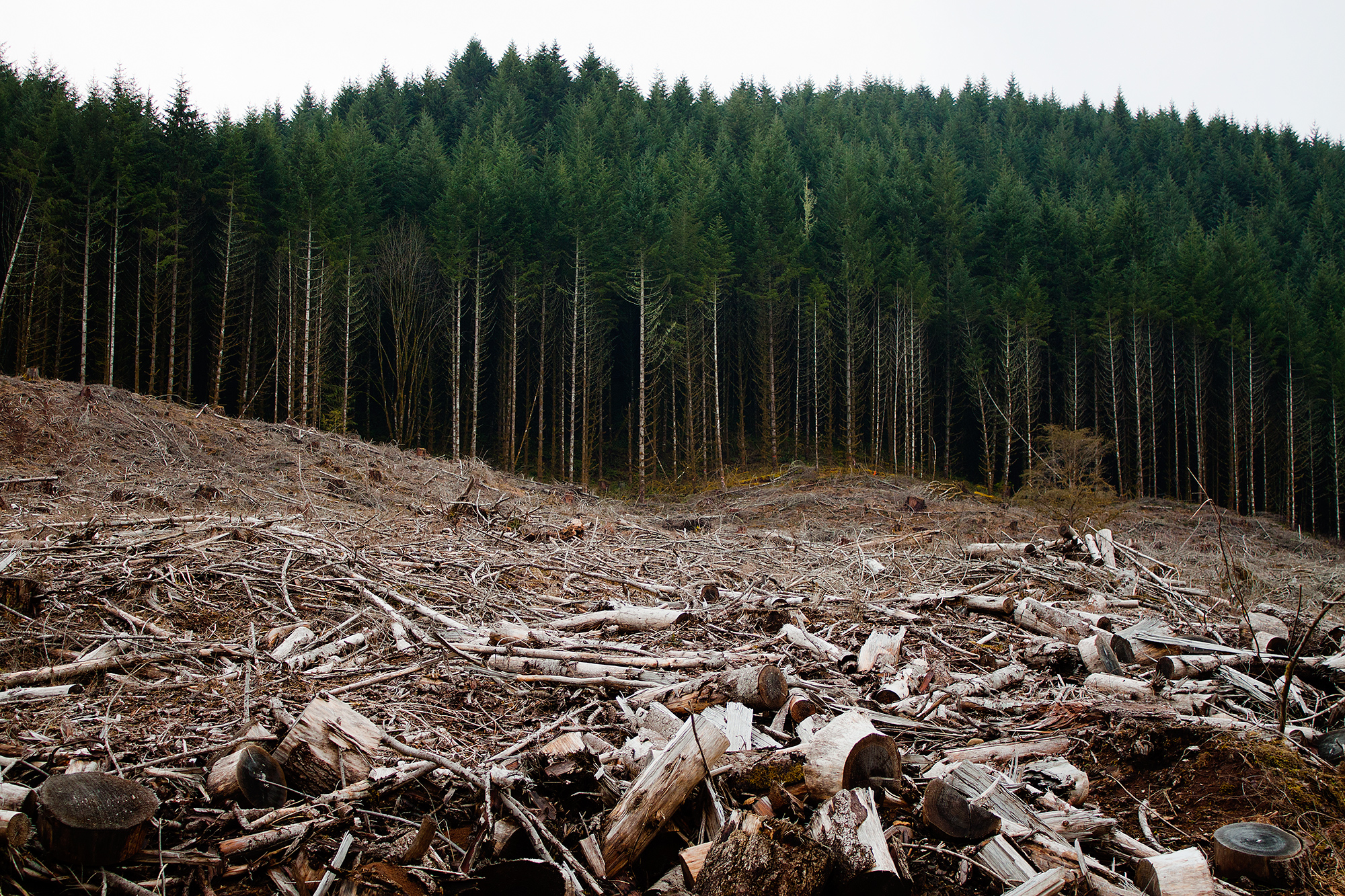
一處在美國俄勒岡州尤金受到皆伐的森林。

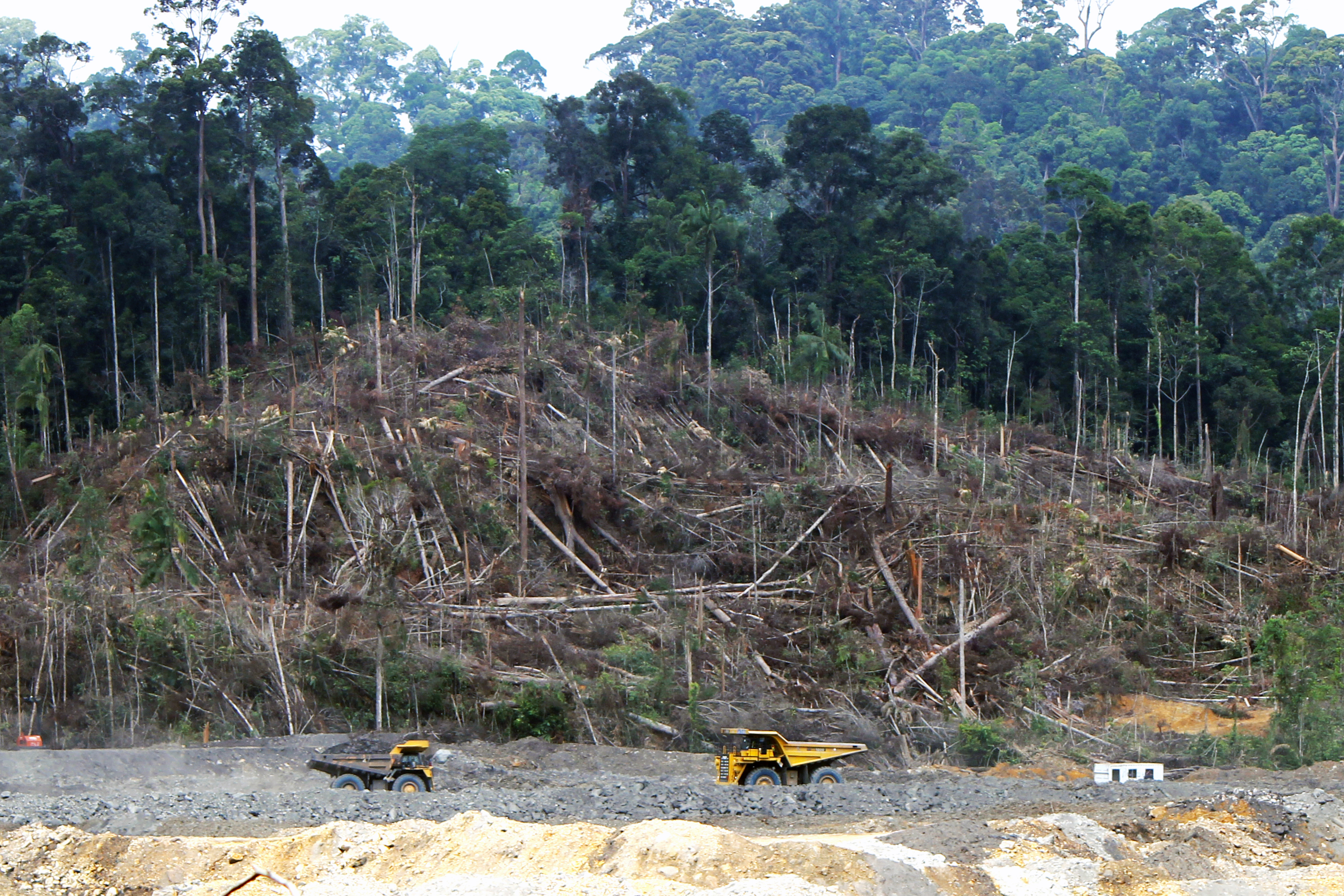
在印尼所屬的婆羅洲（加里曼丹），大片森林遭到砍伐，以利煤礦挖掘作業（2013年）。

- 皆伐 - 透過一次操作，完全開採和清除所有樹木的過程（清除式砍伐）……為一種採伐方法
- 皆伐法 - 一種重建森林方法，把所有成熟樹木去除，再重建一座同齡的林分
- 皆伐系統 - 一種林學系統，採皆伐手段，一次性把相當大面積的成熟群落去除。[14]

皆伐與選擇性伐木不同，選擇性伐木通常每公頃只砍伐少數的樹，比例由管理目標決定。皆伐也與荒地用火中的“計畫用火” （prescribed fire）和“森林疏伐” （forest thinning）不同。

## 對環境的影響
環保組織批評皆伐的做法對水資源、土壤、野生動物和大氣造成破壞，而建議使用可持續的替代方案。皆伐對水循環有很大的影響。樹木有保持水分和表土的作用。皆伐會把能發揮水分蒸散作用的樹木去除，還會對下層植被中的草、苔蘚、地衣和蕨類造成損害。這些生物質通常會在降雨期間將水分保留。當這些生物群系被移除或是破壞，保水能力就會降低，會加劇洪水的程度，並導致土壤中養分流失。最大的養分流失發生在皆伐後第二年左右，然後在第四年恢復到之前的水平。
皆伐還導致無樹蔭可遮蔽河岸，河岸和河流的溫度會因而升高，導致一些魚類和兩棲動物物種滅絕。由於已無樹木可固定土壤，河岸會逐漸受到侵蝕。所有滲入溪流中的額外沉積物和養分都會導致溪流的酸度增加，當酸度增加到一定程度，就有殺死水生生物的可能。有個案例是皆伐發生的64年之後，土壤的養分含量才恢復到砍伐前水平的5%，顯示皆伐對環境的影響時期可持續很長的時間。
皆伐可透過幾種方式破壞一個地區的生態完整性，包括： 破壞緩衝區（可吸收和儲蓄水分來減輕洪水的嚴重程度）、清除森林樹冠（會破壞許多依賴雨林的昆蟲和細菌的棲息地）、減少森林碳匯的功能（大氣中人為和自然二氧化碳積累因而增加，導致全球變暖）、土壤侵蝕和棲息地喪失（導致魚類和野生動物物種滅絕）、清除地下蠕蟲、真菌和細菌（土壤無法受到調節，生長在其上的植物受到疾病侵害）、小規模經濟機會喪失（例如採摘水果、採取樹液和割膠），以及審美價值和娛樂機能受到破壞。

### 負面影響
皆伐會對當地人類和動植物產生重大負面影響。俄勒岡大學所發表的一研究報告，提及在某些地區，由於山體滑坡而造成受皆伐區域的侵蝕量幾乎是之前的三倍。當把建設砍伐所需的道路列入考慮時，滑坡活動的增加是附近森林地區的5倍左右。為皆伐而修建的道路會干擾正常的地表排水，因為道路的滲透性不如正常的地面覆蓋物。由於建造道路會讓土壤和岩石重新分佈，會改變地下水的流動。皆伐會導致暴風雨期間溪流流量增加、棲息地和物種多樣性喪失、入侵物種和雜草出現，以及對景觀的負面影響，具體來說，熟悉該地區茂盛的林木的人經歷皆伐後的殘敗景象，以及財產價值下降、娛樂和狩獵及釣魚機會減少，會越來越蔑視皆伐的後果。皆伐減少自然發生的森林火災和樹木淘汰，隨著時間演進，當地的種子庫將會因此消失。
在溫帶和寒帶氣候中，皆伐會對積雪深度產生影響，由於缺乏水分攔截和蒸發散，皆伐地區的積雪深度通常比森林會更大。這會導致土壤凍線縮短，再加上陽光直射的程度較高，導致春季融雪發生得更早，徑流峰值也更早發生。
按照目前的森林砍伐速度，世界上的雨林可能會在一百年內完全消失。 在2000年6月至2008年6月期間，巴西亞馬遜大區中有超過150,000平方公里（58,000平方英里）的雨林遭到砍伐。南美洲的大片森林已經消失，包括大西洋沿岸森林面積目前只剩下百分之八到十四。雖然森林砍伐率自2004年以來有所放緩，但預計在可預見的未來森林損失仍將持續。農民每年都會砍伐和燒毀大片森林來開墾牧場和農田，但森林的土壤缺乏養分，往往在數年內就不適合於農業，農民在以兩年內就得移往他處再重複同樣的做法。

### 正面影響
皆伐可促進需要高日照強度樹種的生長和繁殖。一般來說，大於鄰近樹木高度兩倍的砍伐區將不再受到林地微氣候的影響。因此砍伐區的寬度可決定哪種物種將佔據主導地位。那些對極端溫度、土壤濕度和對草食動物啃食具有高度耐受性的物種會被建立，特別是次生替代的先鋒物種。
林務人員可使用皆伐作為模仿自然干擾和增加原生演替物種的方法，例如北美洲的楊屬（大齒楊）、柳樹和晚花稠李。事實證明皆伐還可有效創造動物棲息地和草類啃食區，如果沒有野火、大規模風吹連根拔起事件或雪崩等自然林分替代干擾，就不會產生這些區域。
皆伐可用於幫助原本無法在成熟森林中競爭的物種再生，其中有大齒楊、北美短葉松，還可在土壤貧瘠的地區種植橡樹 - 這些樹種對於野生動物和非野生動物物種來說都很重要。皆伐還可增加當地維管束植物的多樣性。這種現像在幾年的皆伐之後，以及在草本植物豐富的森林中進行鬆土後最為明顯。 
當在距離河流100英尺以外處進行塊狀皆伐時，沒有觀察到水溫顯著變化。這表示塊狀皆伐是解決因皆伐導致水溫變化問題的一個可能解決方案，但此項研究並未考察對土壤養分含量的影響。
森林管理者在最近發現，對位於土壤貧瘠地區的橡樹林施以皆伐，會有助於橡樹林再生。成熟橡樹林中樹冠經常遮擋地面，讓新發芽的樹苗無法生長。當老樹被移除後，幼苗就有機會重新形成森林。

### 對野生動物的影響
皆伐所產生的主要破壞發生在棲息地上，讓其在未來更易受到昆蟲、疾病、酸雨和風的侵襲。清除整個地區的樹木會破壞許多野生動物物種的自然棲息地。此外，皆伐會給依賴森林的生態系統（例如流經森林的溪流和河流）帶來問題。
在加拿大，皆伐會給黑尾鹿種群帶來進一步的風險。鹿是狼和美洲獅以及第一民族（即原住民）和其他獵人的食物來源。在城市和農村的鹿可能不會面臨風險，偶爾可看到它們在社區遊蕩，並在農場覓食，但在海拔較高的地區，這些鹿需要森林提供庇護。

### 在緬因州
在美國緬因州，一項稱為“基於結果的林業”(Outcome Based Forestry，OBF)的土地管理措施，在清除的樹木不超過樹木的生長量條件下，允許大範圍的伐木。自2017年起由緬因大學協調進行的可持續發展解決方案倡議（Sustainability Solutions Initiative）曾提過在該州（主要是在北部）的800萬英畝經過認證的林地正被過度採伐，因此對於由第三方核發認證林地的適合性提出質疑。倡議的目的屬於長期計畫，仍在進行中，尚未有結論出現。

## 外部連結
- Congressional Research Service (CRS) Reports regarding Clearcutting, accessed 2009-12-14
- Forest Policy Research page: California citizens to stop Sierra Pacifics plan to clearcut one million acres of Sierra forest, accessed 2009-12-14
- Ancient Forest News - Clearcutting threatens black-tailed deer
- Nova Scotia Public Lands Coalition: Clearcutting
- .   [2014-06-29]. （原始内容存档于2010-04-05）.